# 22487 Megphillips
22487 Megphillips è un asteroide della fascia principale. Scoperto nel 1997, presenta un'orbita caratterizzata da un semiasse maggiore pari a 2,7674820 UA e da un'eccentricità di 0,1444767, inclinata di 5,24019° rispetto all'eclittica.